# Motoball
El Motoball, de vegades anomenat Motopolo, és un esport col·lectiu d'origen anglès, anàleg al futbol, practicat entre dos equips d'entre cinc i vuit jugadors cadascun, en el qual els participants van amb unes motocicletes especials.

## Història
El motoball s'originà a Anglaterra durant la dècada de 1920. A finals de dècada es creà la Lliga i la Copa Anglesa, on destacaren equips com el Wolverhampton Motor Cycle Football Club o el Coventry MCFC. El 1930, França i Alemanya adoptaren el motoball, però no fou fins després de la Segona Guerra Mundial que es consolidà com a esport, i durant la dècada de 1960 es popularitzà per tot Europa. Poc després l'interès decaigué i a Anglaterra es deixà de practicar, però durant la dècada de 1980 tingué un repunt de popularitat, especialment a Rússia. El primer Campionat d'Europa es disputà el 1982.

## Generalitats
El camp, pla, té forma rectangular i unes dimensions variables (45–80 m per 90-120), podent ser de gespa, terra o ciment. Les portes, col·locades a la línia de fons, tenen unes dimensions de 7,30 m d'amplada per 2,45 m d'alçada. Cada partit consta de dos temps, cadascun de 30 minuts. Els jugadors han d'impulsar la pilota amb qualsevol part del cos (llevat dels braços) o de la motocicleta per tal de fer-la entrar a la porta contrària.
Normalment, cada equip consta de quatre jugadors més un porter (l'únic que no va en moto). La pilota pesa al voltant d'un quilogram i mesura 40 cm de diàmetre. Els partits consten de quatre períodes de 20 minuts i són arbitrats per dos àrbitres, un a cada camp, assistits per dos jutges de línia. Aquest esport es juga en un camp de futbol, amb la mateixa normativa.
L'estat on més força té aquest esport és Rússia (abans, la Unió Soviètica), seguida de prop per França i els països de l'Europa de l'Est. També Alemanya i els Països Baixos tenen equips competitius. Alguns dels clubs més destacats d'Europa són els francesos Camaret-sur-Aigues, Troyes i Valréas o l'alemany MSC Taifun Mörsch.

### El motoball a França
A l'estat francès, el moto-ball s'hi practica des de 1930. El campionat "Nationale A" aplega l'elit estatal, essent-ne l'avantsala la divisió Nationale B. La temporada és estival, anant de març a octubre. La pràctica d'aquest esport s'inicia a l'edat de 12 anys (fins als 17 en "Cadets"). A hores d'ara, hi ha 16 clubs federats a França, regulats per una comissió de la Federació francesa de motociclisme.

### Motocicletes
Una motocicleta habitual actualment entre els clubs francesos és la Gas Gas de 250 cc, creada el 1998 per Gérald Caro en col·laboració amb la fàbrica de Salt. També la fan servir equips d'Alemanya i dels Països Baixos, així com els principals equips estatals de l'Europa de l'Est (Rússia, Belarús, Ucraïna i Lituània).

## Història del motoball a Catalunya

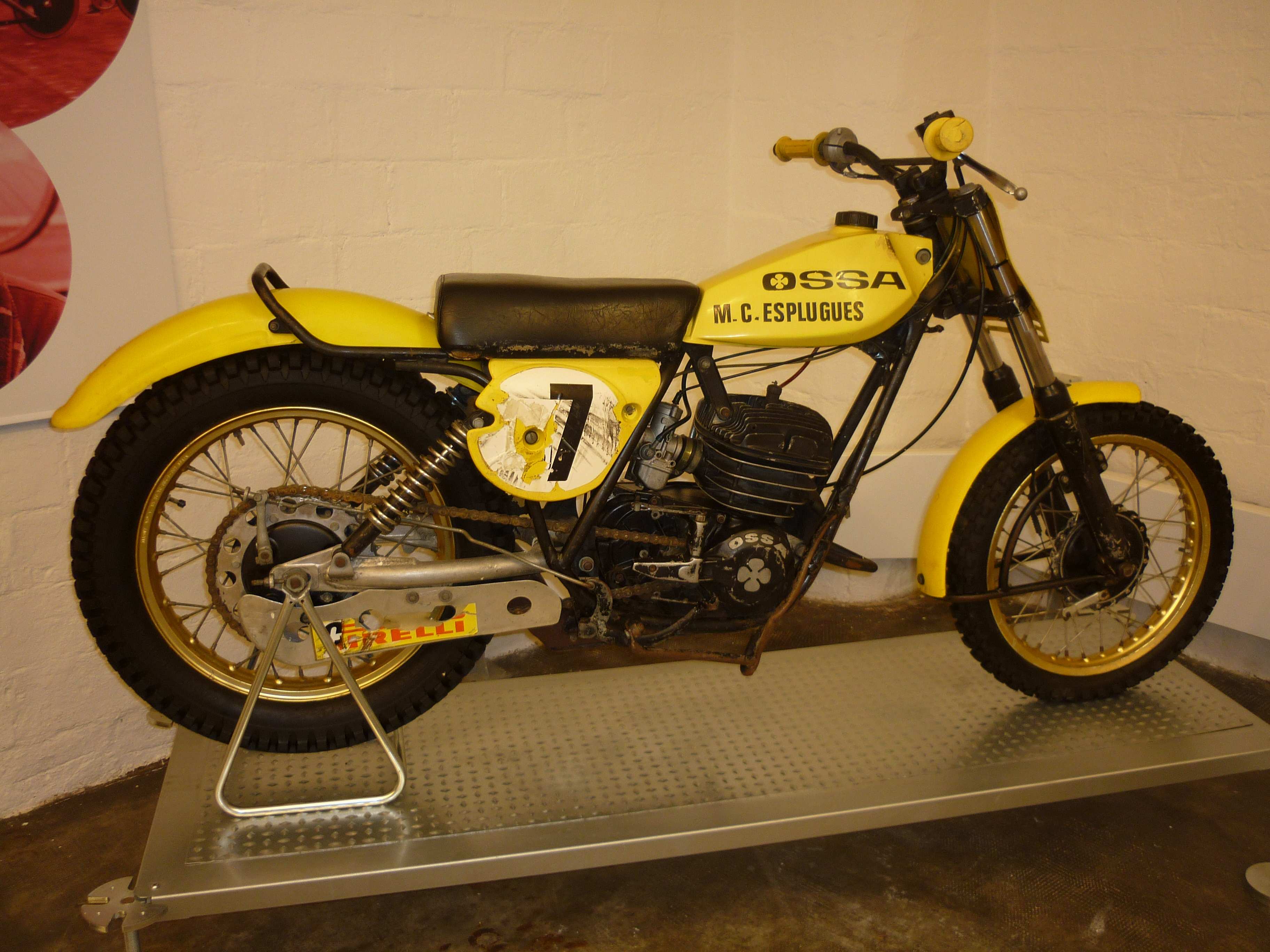
Una OSSA 250cc de 1983 especial per a motoball que emprà l'equip del MC Esplugues

A Catalunya, tot i que el primer partit de motoball s'hi disputà el 1929 (concretament a Barcelona, protagonitzat per membres del Motorista Club Barcelona), aquest esport no prengué rellevància fins al final de la dècada de 1950, una popularitat que es mantingué durant la dècada següent. En aquella època es començaren a organitzar partits d'exhibició entre equips com el Biela Club Manresa, l'escuderia Derbi del Moto Club Martorelles (on jugaven Pere Pi, Toni Palau i César Ruipérez entre d'altres), la Penya Motorista Medio Gas d'Esparreguera o el Grupo Deportivo Guzzi. Els torneigs i les exhibicions se celebraven en places de toros i camps de futbol. Alguns dels més concorreguts foren el torneig organitzat pel Mundo Deportivo al camp del CE Europa el 1960 o el que tingué lloc a l'Estadi de Montjuïc durant les festes de la Mercè de 1964.
La pràctica del motoball decaigué a mitjan dècada de 1960, però entre finals de la de 1970 i començaments de la de 1980 experimentà una revifalla i es popularitzà de nou, sobretot per acció del Moto Club Esplugues. Durant aquesta segona etapa es va organitzar fins i tot una Copa d'Espanya de Motoball, disputada els anys 1984 i 1985 i guanyada pel Moto Club Esplugues en totes dues ocasions. A la primera edició de la Copa hi participaren sis clubs, tots catalans: a banda del Moto Club Esplugues, ho feren el d'Argentona, el Club-80, el Kilómetro 2, el Doble Rueda i l'Autofito. El 1985, el MC Esplugues, a banda de tornar a guanyar la Copa, es proclamà campió d'Europa en representació de l'estat espanyol. Un dels pilots destacats d'aquella segona etapa fou Martí Gelabert, responsable i capità de l'equip. A començaments de la dècada de 1990, la pràctica del motoball desaparegué de Catalunya.
Pel que fa a les motocicletes, durant els 50 una de les més preuades per a la pràctica d'aquest esport era la Derbi 98, la qual destacava per la seva estabilitat. Ja a començaments dels 80, OSSA produí unes petites sèries d'un model especial per a motoball, amb motor de 250 cc i el mateix color groc que la coneguda TR 80 de trial.

## Clubs europeus

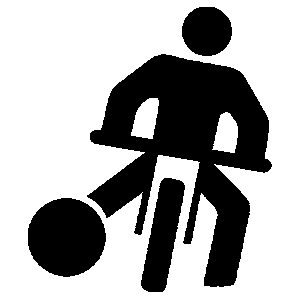
Pictograma del moto-ball

### Clubs francesos i occitans
| Població                 | Club                                  | Departament |
| ------------------------ | ------------------------------------- | ----------- |
| Bollène                  | Sporting Motoball Bollène             | Valclusa    |
| Camaret-sur-Aigues       | MBC camarétois                        | Valclusa    |
| Carpentras               | MBC Carpentras Comtat Venaissin       | Valclusa    |
| Houlgate                 | MBC hougaltais                        | Calvados    |
| Jonquières               | MBC jonquiérois                       | Valclusa    |
| Monteux                  | Sporting Club Moto Ball Monteux       | Valclusa    |
| Neuville-de-Poitou       | MBC neuvillois                        | Viena       |
| Robion                   | MBC OMCR de Robion                    | Valclusa    |
| Saint-Georges-de-Reneins | MBC St-Georges                        | Rhône       |
| Troyes                   | Sporting Union Motocycliste de l'Aube | Aube        |
| Vaison-la-Romaine        | MBC vaisonnais                        | Valclusa    |
| Villefranche-sur-Saône   | MBC Villefranche                      | Rhône       |
| Valréas                  | [MBC de Valréas]                      | Valclusa    |
| Verrières                | MBC verrièrois                        | Viena       |
| Versalles                | MBC de Versailles                     | Yvelines    |
| Vitry-le-François        | MBC Vitryat                           | Marne       |
| Voujeaucourt             | MBC de Voujeaucourt                   | Doubs       |

### Clubs alemanys
| Població       | Club                  | Grup |
| -------------- | --------------------- | ---- |
| Durmersheim    | MSC Comet Durmersheim | Sud  |
| Halle          | 1.MBC 70/90 Halle     | Nord |
| Jarmen         | MSC Jarmen            | Nord |
| Kierspe        | MSF Tornado Kierspe   | Nord |
| Kierspe        | MBC Kierspe           | Nord |
| Kuppenheim     | MSC Puma Kuppenheim   | Sud  |
| Leverkusen     | SVB Leverkusen        | Nord |
| Malsch         | MSC Malsch            | Sud  |
| Mörsch         | 1.MSC Mörsch          | Sud  |
| Mörsch         | MSC Taifun Mörsch     | Sud  |
| Pattensen      | MSC Pattensen         | Nord |
| Philippsburg   | MSC Philippsburg      | Sud  |
| Ubstadt-Weiher | MSC Ubstadt-Weiher    | Sud  |
| Seelze         | MSC Seelze            | Nord |

## Palmarès
A 31 de desembre de 2010

### Palmarès del Campionat d'Europa de les Nacions
| Any  | País organitzador, Població  | Campió         | Segon          | Tercer   |
| ---- | ---------------------------- | -------------- | -------------- | -------- |
| 1982 | Unió Soviètica               | França         |                |          |
| 1983 |                              |                |                |          |
| 1984 |                              |                |                |          |
| 1985 |                              |                |                |          |
| 1986 | Unió Soviètica               | Unió Soviètica | RFA            | França   |
| 1987 | RFA                          | RFA            | Unió Soviètica | França   |
| 1988 | Unió Soviètica               | Unió Soviètica | RFA            | França   |
| 1989 | França                       | Unió Soviètica | RFA            | França   |
| 1990 | RFA                          | RFA            | Unió Soviètica | França   |
| 1991 | Països Baixos                | CEI            | França         | RFA      |
| 1992 | Rússia                       | Rússia         | França         | Alemanya |
| 1993 | França                       | França         | Rússia         | Alemanya |
| 1994 | Alemanya                     | Rússia         | Alemanya       | Lituània |
| 1995 | Ucraïna                      | Rússia         | Belarús        | França   |
| 1996 | Lituània                     | Rússia         | Lituània       | Alemanya |
| 1997 | Belarús                      | Rússia         | França         | Alemanya |
| 1998 | Rússia                       | Rússia         | Belarús        | Alemanya |
| 1999 | França                       | França         | Alemanya       | Belarús  |
| 2000 | Alemanya                     | Alemanya       | Rússia         | França   |
| 2001 | Països Baixos                | Rússia         | Belarús        | Ucraïna  |
| 2002 | Ucraïna                      | Rússia         | Ucraïna        | Alemanya |
| 2003 | França, Neuville-de-Poitou   | Rússia         | França         | Belarús  |
| 2004 | Belarús                      | Belarús        | Rússia         | França   |
| 2005 | Alemanya, Karlsruhe          | Alemanya       | Rússia         | França   |
| 2006 | Rússia, Vídnoie              | Rússia         | França         | Belarús  |
| 2007 | Ucraïna, Poltava             | Rússia         | Belarús        | Alemanya |
| 2008 | Occitània, Valréas i Camaret | Rússia         | Belarús        | França   |
| 2009 | Ucraïna, Vishnyaki           | Rússia         | Belarús        | França   |
| 2010 | Belarús, Pinsk/Luninets      | Rússia         | Belarús        | França   |

### Palmarès de la Copa d'Europa de clubs campions
- 1966: Camaret-sur-Aigues  França
- 1967: ?
- 1968: Camaret-sur-Aigues  França
- 1969: ?
- 1970: Troyes  França
- 1971: Troyes  França
- 1972 : Camaret-sur-Aigues  França
- 1995: Valréas  França